# 郑权 (唐朝)
郑权（8世纪—824年），字复道，荥阳开封人，唐朝中期的节度使。

## 生平
进士出身，释褐泾原节度使从事。节度使刘昌符病危，请求入朝觐见，让郑权主持军务。刘昌符上京后，军中果然发生动乱，郑权挺身进入乱军之中劝谕，斩杀首乱者数人，使三军畏服。唐德宗知道后很高兴，提升他为行军司马、御史中丞。入朝为仓部郎中，累迁至河南尹。元和十一年（816年），代替李逊为襄州刺史、山南东道节度使。十二年，转华州刺史、潼关防御、镇国军使。十三年，迁德州刺史、横海军节度使、德棣沧景等州观察使。当时唐朝正在用兵征讨淄青节度使李师道，郑权率德州、棣州兵马参与围攻，在齐州福城县破敌，斩首五百余级。他奏请在平原、安德二县之间置归化县，以收集降民。沧州刺史李宗奭与郑权不合，每次都与他唱对台戏，不禀节制。郑权上奏后，唐宪宗派中使宣旨令宗奭入朝。李宗奭暗中叫州兵宣扬留任，上书说害怕军中起乱，未敢离郡，宪宗于是以乌重胤代替郑权统领横海军，让他归朝。沧州将吏不满，将李宗奭赶走。李宗奭逃回京师后，以悖慢之罪，斩于独柳树之下。其弟李宗爽，长流汀州。郑权转任邠宁节度使。会天德军使上奏章替李宗奭申冤，弹劾郑权诬奏，郑权降授原王傅。寻迁右金吾卫大将军，充左街使。 
唐穆宗即位，改左散骑常侍，充入回鹘告哀使。郑权不愿长途跋涉去回鹘，以足疾推辞，却不被允许，只好坐着肩舆而行。郑权器度魁伟，会辩论。到回鹘汗廷后，与虏主争论曲直，言辞激壮，回鹘可汗深感敬异。 
长庆元年（821年），郑权出使回来，外放为河南尹，入拜工部侍郎，迁本曹尚书。以家中人口多，俸禄不足，向权臣郑注和宫中宦官许诺，请求外派为镇守。旬月，被任命为检校右仆射、广州刺史、岭南节度使。郑权出镇广州后，积聚府库珍货，送到京师酬谢郑注等人，被薛廷老弹劾。长庆四年十月去世。  

## 延伸阅读
[在维基数据编辑]
 《舊唐書/卷162》，出自刘昫《舊唐書》
 《新唐書·卷159》，出自《新唐書》